# Història de la guitarra

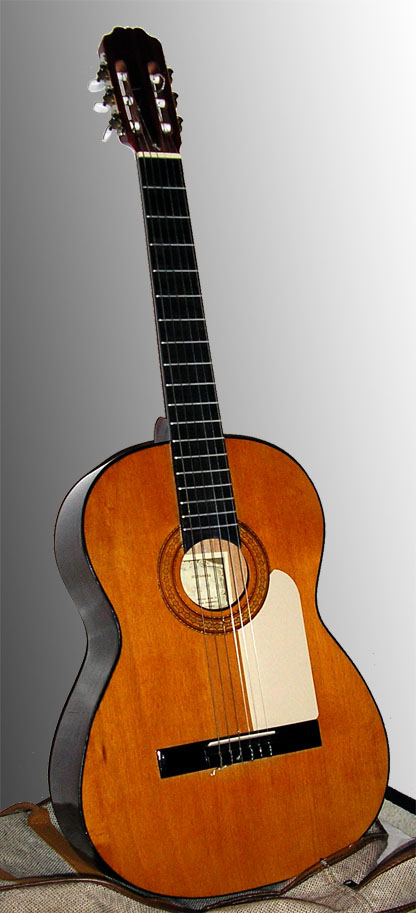
guitarra.

La guitarra o guitarra criolla, com és coneguda en alguns llocs de l'Amèrica Llatina, és un instrument musical de la família dels cordòfons amb un origen molt antic però que comença a tenir una importància molt destacable a partir de el renaixement. És en aquesta època quan es desenvolupa el repertori contrapuntístic dels instruments de corda polsada: de la viola de mà a la península ibèrica i Amèrica i de el llaüt a la resta d'Europa, que va donar origen a la guitarra clàssica.
L'evolució de les guitarres clàssiques va començar amb la base de la viola de mà i la ghiterra al segle XVI i va acabar amb la guitarra clàssica moderna a mitjans del segle xix.
Els instruments anomenats "guitarres" es van esmentar per primera vegada a la literatura al segle xiii, tot i que molts d'aquests registres medievals descriuen instruments que en l'època moderna es classifiquen com a ghiterres. La primera encarnació del que ara es diu guitarra va aparèixer per primera vegada durant el Renaixement. La guitarra renaixentista tenia quatre parells de cordes anomenats ordres i compartia la majoria de similituds amb la viola de mà, un instrument de sis ordres amb afinació i construcció similars. Juan Bermudo va publicar el 1555, la Declaración de Instrumentos Musicales, un tractat que conté una secció sobre instruments de corda pinçada. Aquesta publicació examinava la relació entre la guitarra i la viola i també diferenciava entre guitarres de quatre i cinc ordres. La guitarra de cinc ordres no va eliminar l’instrument de quatre ordres fins al període barroc.

## Naixement de la guitarra (s.XVI-XVIII)
Tot i que el llinatge precís de l'instrument encara no és clar, els historiadors creuen que la guitarra és el descendent de la kithara grega, de la giterra, de la lira, llaüts europeus i de l'Orient Mitjà i la vihuela. El poema El libro del buen amor [vers 1330] descriu dos instruments primitius, la guitarra morisca i la guitarra llatina.
Aleshores va sortir, amb un so estrident, laghiterra sarraïna de dues cordes,
Agut quant a la seva gamma, pel que fa al seu to dur i atrevit;
Llaüt de panxa grossa que marca el moment d’un ball alegre i rústic,
I la guitarra ue, amb la resta, es va deixar anar al plec
La guitarra és un instrument musical d'arrels europees (a Catalunya segons Tinctoris). Existeixen diverses teories sobre el naixement de la mateixa. Encara que hi ha un contacte entre les cultures hispano-cristiana i àrab-musulmà a l'edat mitjana que influeixen qüestions organològiques, el veritable apogeu de l'instrument es desenvolupa durant el segle xv quan es comencen a imprimir els primers llibres de música per a viola de mà que es popularitzarien en l'època..
La guitarra en els casos de la música ha estat l'instrument de cordes que has de ser tocat en moltes situacions. En els regnes cristians, de la península ibèrica i la resta de Europa, existia un instrument conegut com guitarra amb quatre parells de cordes, de forma arrodonida i caixa bombada, semblant a la viola de mà. I en els regnes musulmans la guitarra o guitarra morisca, de tres parells de cordes, que poden ser considerats precedents directes de la guitarra.
El prototip del que avui és la guitarra, tal com la coneixem ara, va aparèixer al segle xiv. L'instrument era utilitzat pel poble per acompanyar cançons i balls populars. Mentre la viola de mà es convertia en l'instrument de corda preferit pels músics cortesans, a diferència de les corts europees on s'imposava el llaüt.
La viola de mà, que tenia sis parells de cordes (denominades ordres), i no es diferenciava massa de la guitarra, va contribuir posteriorment al seu desenvolupament, enriquint la seva tècnica i elevant la categoria de les seves composicions.
El fet fonamental perquè la guitarra progressés musicalment va ser la incorporació d'una cinquena corda al segle XVI. Durant molt temps s'ha atribuït la seva implantació al poeta andalús Vicente Espinel, amic de Miguel de Cervantes i gran aficionat i estudiós de l'instrument.
Les guitarres de quatre i cinc ordres van conviure durant gran part del segle XVI. I, violistes com Mudarra i Fuenllana van compondre obres per a ambdues guitarres.
En l'actualitat sobreviuen multitud de petites guitarres a tot el món, herència d'aquella guitarra de quatre cordes com el requinto aragonès o el guitarró de Castella-la Manxa, el 4 veneçolà.
Finalment la guitarra de 5 ordres es va imposar com a model a tot Europa gràcies a l'obra "guitarra de cinc ordres, la qual ensenya de temperar i tañer esquinçat" publicada el 1596 pel català Joan Carles Amat (1572/1642) que va obtenir un èxit extraordinari a tot Europa i va generalitzar la seva denominació.
L'apogeu de la viola de mà en la música instrumental a la península ibèrica va ser molt intens durant tot el segle xvi, el que sens dubte es deu també a el desenvolupament de la impremta, que va permetre que el repertori fos publicat i distribuït. Sis són els noms més destacats: Luys de Narváez, Miguel de Fuenllana, Luys Milà, Enríquez Valderrábano, Alonso Mudarra i Esteban Daza. Des de finals de segle xvi, quan la cultura renaixentista dona pas al Barroc la selecta viola de mà va ser substituïda en els salons per la popular guitarra en tot just dues dècades.
Hi ha la teoria que en realitat no va existir una diferenciació molt acusada entre viola de mà i guitarra. Cal entendre que els criteris d'estandardització dels instruments no existien a la manera d'avui en dia, i hi ha raons que ens poden fer pensar que la viola de mà i la guitarra estaven molt més a prop del que avui dia poguéssim pensar. Va ser el teòric Juan Bermudo en la seva Declaració d'instruments musicals (1555) qui argumenta que la guitarra és una viola de mà petita i n'hi hauria prou afegir cordes a la una o treure-a l'altra per transformar-les. I hi ha una curiositat etimològica, avui encara se li denomina viola de mà a la guitarra en algunes parts de el nord de l'Argentina, i com no al Brasil que s'anomena violão. També trobem aquesta denominació de viola (o en la seva variant "vigüela" com a sinònim de guitarra durant el segle en cançons populars castellanes i jotes aragoneses.
Durant el segle XVII la nova guitarra es converteix en un instrument habitual en els cercles musicals de tot Europa. I serà a partir de llavors quan comença a progressar realment.
A principi les composicions estaven vinculades a les danses i a l'ús rítmic de l'instrument però les tècniques heretades de la viola de mà, sobretot l'ús del puntejat afavoreix l'aparició d'obres més complexes i produeix la seva explosió artística.
L'obra més brillant del barroc va ser la de Gaspar Sanz (1640/1710), titulada Instrucció de música sobre la guitarra que va significar la introducció de la guitarra en els ambients cultes.
Però encara que hi havia grans artistes de l'instrument com Luis de Briceño, Lucas Ruiz de Ribayaz, Francesc Guerau, Antoni de Santa Creu i Sant Jaume de Múrcia, la major activitat guitarrística al segle XVII va tenir lloc en països com França on era l'instrument favorit de Lluís XIV amb compositors com Jean-Baptiste Lully (1632/1687) i sobretot a Itàlia amb figures com Francesco Corbetta (1615/1685) considerat el millor guitarrista de l'època.
Tot i això, la guitarra seguirà sense ser acceptada en la música de cambra, on el clau i els violins imposaven el seu domini, ni en la religiosa.
Encara que durant el Renaixement i el Barroc la guitarra no va tenir una importància destacable, probablement per relacionar-se amb l'instrument àrab, el llaüt té una influència fonamental en la història de la guitarra, ja que el repertori d'aquest instrument és avui dia interpretat en les guitarres convencionals. El llaüt renaixentista i la viola de mà s'afinaven de la mateixa manera i de fet durant el pontificat de Papa Alexandre VI de la família dels Borja als Estats Pontificis i en el regne de Sicília molts laudistas van començar a tocar la viola de mà i molts músics de la corona d'Aragó (probablement de València, d'on el Papa era procedent) es van instal·lar a la cort papal.
D'entre els llaütistes del Renaixement cal destacar Francesco Spinacino (fl. 1507), Joan Ambrosio Dalza (fl. 1508), Francesco Canova da Milano (1497-1543) i durant el segle XVII destaquen les figures de Johannes Hieronymus Kapsberger (c.1580 -1651) i Alessandro Piccinini (1566-1638).
Al segle xviii, després de la brillantor de el període barroc, si bé musicalment no es donen grans progressos musicals, sí es produeixen una sèrie de transformacions físiques en l'instrument que milloren les seves condicions tècniques i sonores, adquirint moltes de les característiques bàsiques de la guitarra actual.
És al segle xviii quan s'afegeix la sisena corda a la guitarra. "Es presumeix que la sisena corda o última corda va ser afegida a l'instrument en 1790 per Jacob Otto de Jena, que va ser el primer a construir guitarres a Alemanya després de la seva introducció des d'Itàlia el 1788, per la duquessa Amàlia de Weimar. Segons Otto, va ser el Kapellmeister Naumann de Dresden qui li va sol·licitar li fabriqués una guitarra de sis cordes, d'acord a com es practicava a Itàlia". Encara hi ha qui discuteix que aquest privilegi li correspon al constructor italià Gaetano Vinaccia que ho fes al voltant de 1766. També és en aquest segle quan comencen a substituir-se els ordres dobles per simples i augmenta la mida de l'instrument mentre disminueix les escotadures de la caixa. S'implanta el claviller metàl·lic i s'estenen els trasts fins a la boca de la guitarra.
Els ordres dobles van conviure algun temps amb els ordres simples, sobretot perquè la sonoritat de la doble corda (molt sovint afinada octavada en els bordons) era més convenient per a la música rasgada, encara present en la música popular.
Aquestes innovacions no es van produir a el mateix temps sinó que van ser difonent a mesura que transcorria el segle xviii. Fins i tot fins a principis del segle xix.
Les creixents possibilitats musicals, així com la major consideració de la guitarra, va fer que a finals de segle, es comencés a utilitzar en la música de cambra on van destacar dos intèrprets Charles Doisy i Fernando Ferandiere.
Al costat d'aquests virtuosos, destaquen dos compositors italians: Luigi Boccherini, que encara que fos cel·lista va estar molt vinculat a la guitarra i la va incloure en alguns dels seus quintets i Federico Moretti. També va ser molt important la figura de Fra Miguel García, conegut com el Pare Basili el magisteri musical va influir en molts dels grans guitarristes de principis de segle següent.

## Guitarres renaixentistes
Un dels primers mètodes importants publicats per a guitarra de cinc ordres és el llibre de Joan Carles Amat: Guitarra Española y Vandola en Dos Maneras de Guitarra, Castellana y Cathalana de Cinco Ordenes, publicat el 1596.
La viola de mà es va popularitzar a la península ibèrica i Itàlia i va romandre d'ús comú fins a finals del segle XVI. Sembla que aquest instrument va tenir una forta influència en el disseny i afinació de les primeres guitarres de cinc ordres que van aparèixer per primera vegada a Catalunya a mitjans del segle XVI. Aquestes guitarres de cinc ordres van substituir els instruments renaixentistes de quatre ordres, sobretot a la península ibèrica. La guitarra va configurar la moderna afinació estàndard (A, D, G, B, E) per a les cinc cordes principals que continua fins als nostres dies. El nombre de trasts a la guitarra va augmentar de vuit a deu i, finalment, a dotze. Més tard, va ser a Itàlia quan es va convertir en un lloc normal per a un sisè ordre i això es va fer fàcilment substituint o tornant a treballar la femella i el pont per endollar un altre forat de fixació per a la sisena corda. Una guitarra ornamentada feta per un Joakim Thielke (1641-1719) d'Alemanya es va modificar d'aquesta manera i es va convertir en un èxit.
Des de mitjan segle xviii fins a principis del segle xix, la guitarra va evolucionar cap a un instrument de sis cordes, eliminant els cursos per preferència a les cordes simples. Aquestes guitarres de sis cordes eren encara més petites que la guitarra clàssica moderna.

## Consagració de la guitarra clàssica
Durant la primera meitat del egle XIX, en el període Pre-romàntic, la guitarra aconseguirà a la fi la seva acceptació com a instrument de concert a tot Europa.
Un dels mites del seu temps, el famós violinista Niccolò Paganini va compondre un considerable nombre d'obres per a guitarra. Encara que es parla que Franz Schubert va ser un gran aficionat a l'instrument, hi ha clars indicis per creure que es tracta d'una llegenda i que Schubert no va tenir una especial predilecció per la guitarra. Tal com Stephen Kenyion argumenta, es tracta d'un mite creat per errors de traducció en alguns escrits sobre el compositor vienès.
És l'època (1833) en la qual l'instrument s'implanta als Estats Units de la mà d'un emigrant austríac Christian Frederick Martín, encara que allí patirà un altre tipus d'evolució incorporant cordes d'acer per a integrar-se en les particularitats de la música popular d'aquest país.
Al segle xix van sobresortir a principi de segle, dos guitarristes fonamentals en la història de l'instrument Fernando Sor i Dionisio Aguado.

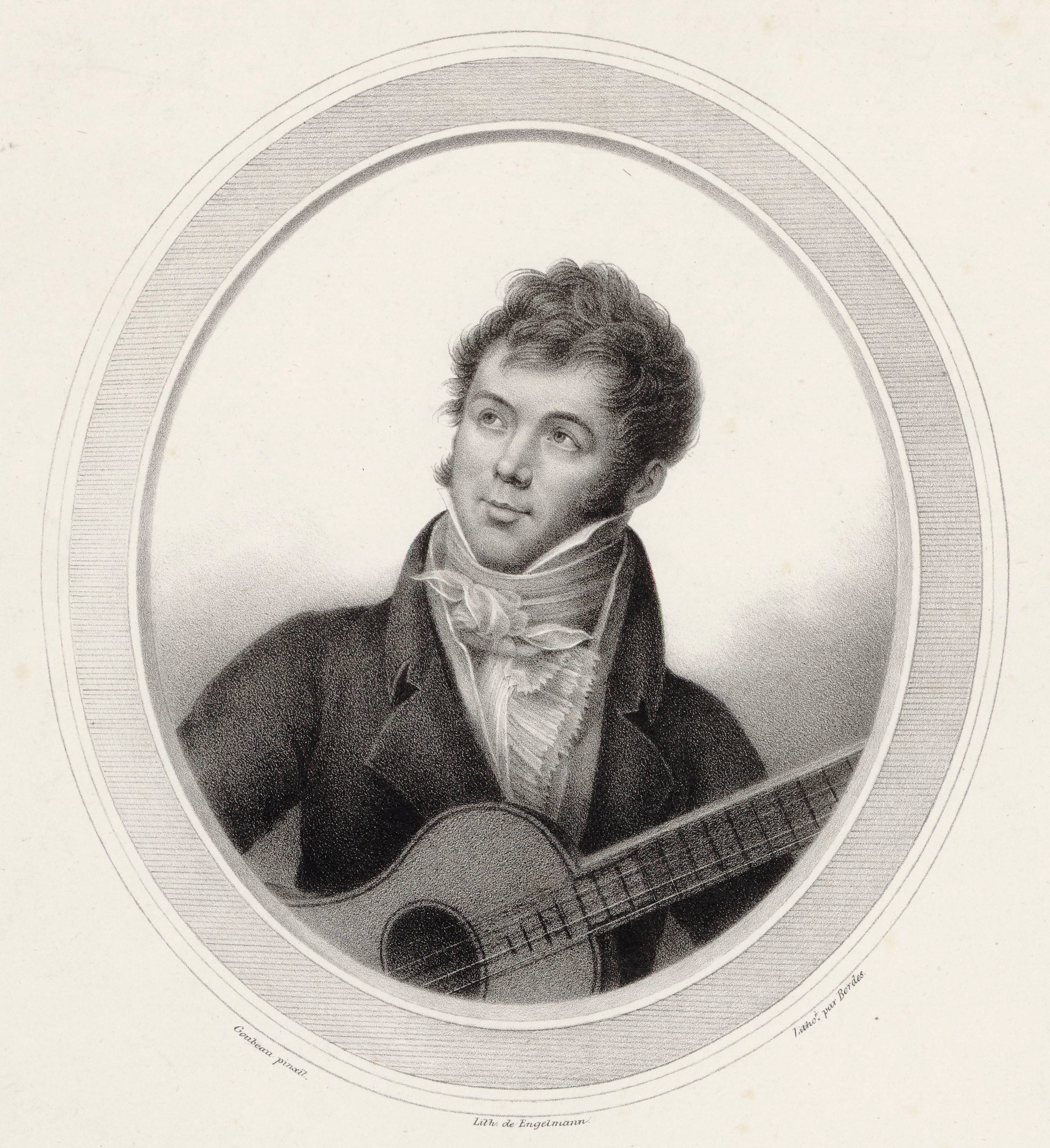
Ferran Sor

Ferran Sor (1778/1839) és considerat com el major compositor de guitarra de segle xix i la seva tasca interpretativa, compositora i fins i tot didàctica (Méthode pour la guitare) (1830) va contribuir de manera destacada a el prestigi de la guitarra en gran part d'Europa.
Nascut a Barcelona, va marxar a França després d'acceptar un lloc administratiu durant l'ocupació francesa i ser titllat de " afrancesat ", residint des de llavors en París i en Anglaterra, i establint-se temporalment en Rússia.
Dionisio Aguado (1784/1849) nascut a Madrid, on va conèixer a Sor, es va formar amb el Pare Basilio però també es va establir a París. Tots dos artistes van entaular una profunda relació que va donar lloc a una obra titulada "Els dos amics" composta per Sor.
No obstant això cada un tenia postures contràries en el que constituïa la gran polèmica guitarrística de l'època: atacar les cordes de la guitarra amb les ungles (Aguado) o amb les puntes dels dits (Sor)
De totes maneres tots dos van ser grans guitarristes, encara que Aguado va destacar sobretot en el pla didàctic amb la publicació de "Col·lecció d'estudis per a guitarra" (1820), "Escola de guitarra" (1825) i "Nou mètode per a guitarra" (1843) que constitueixen el tractat més important sobre l'instrument del segle xix.
Durant tot el segle xix els guitarrers van estar experimentant les maneres de construcció per arribar a la creació d'instruments de millor qualitat i major volum. La forma i les dimensions de l'instrument comencen a estandarditzar i alguns guitarristes andalusos com Manuel Soto i Solars comencen a construir instruments de gran qualitat i bellesa. No obstant serà el guitarrer Antonio de Torres (1817-1892) qui canviarà per sempre la percepció de la guitarra. Nascut a Almeria la seva aportació com a constructor de guitarres va ser tal que els guitarrers de tot Europa van adoptar les seves regles convertint el seu model a partir de llavors en el cànon de la guitarra clàssica contemporània.
El seu major assoliment va ser el sistema de reforç amb vares de fusta en ventall a l'interior que aconseguia augmentar el to i el volum de so per als concerts en grans auditoris a el temps que augmentava la mida de la guitarra i reduïa el gruix de la tapa.
Torres Jurado no només va dissenyar les línies mestres de la guitarra clàssica, sinó també de la flamenca.

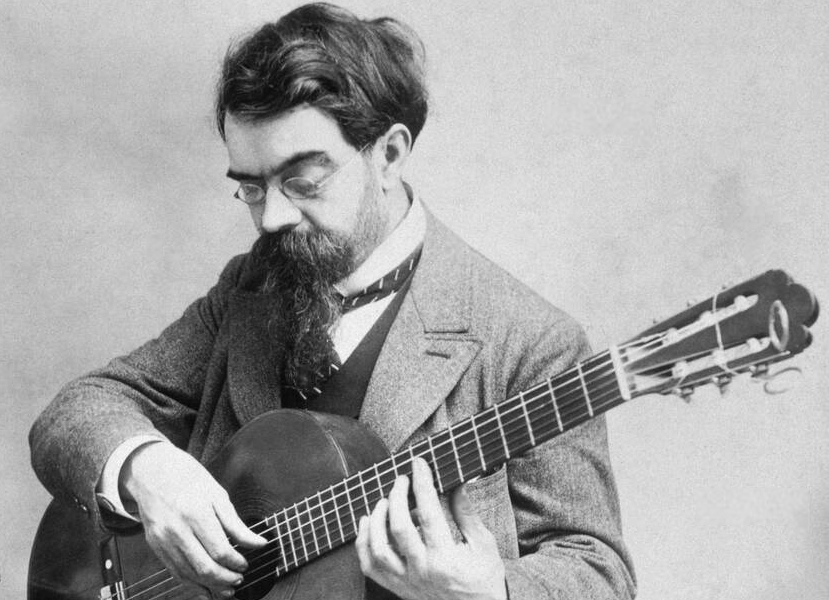
Francesc Tàrrega

El segle XIX acaba amb una figura clau en la guitarra Francesc Tárrega (1852/1909) Nascut a Vila-real és considerat el pare de la guitarra clàssica contemporània. No només va compondre obres d'extraordinària bellesa com "Capritx Àrab" o "Records de l'Alhambra", sinó que va adaptar obres de compositors com Beethoven, Mozart, Bach, o Haendel.
Però a més a més la seva dedicació a la guitarra el va portar a desenvolupar una ingent tasca estudiant els més mínims detalls: perfeccionar les regles acadèmiques de la guitarra clàssica, la forma de subjectar l'instrument, la manera de prémer les cordes, la postura ideal de l'intèrpret, etc.. Introduint l'ús d'una petita banqueta per donar suport a la cama sobre la qual reposa la guitarra, aconseguint l'altura ideal per a l'execució. Francesc Tàrrega va tenir innombrables deixebles d'entre els quals destaquen Salvador García (àlies Pancha Verda), Estanislao Marco i Daniel Fortea, que fet i fet seran els professors de molts dels guitarristes de el segle xx.

## Segle d'or de la guitarra (segle XX)
El segle xx, és l'edat d'or de la guitarra clàssica. En aquest segle aconsegueix la seva definitiva maduració com a instrument i s'estableixen les normes d'interpretació d'aquesta. Les grans generacions de compositors i intèrprets han portat a la guitarra al més alt.
Han estat gairebé sis segles d'evolució els que han portat la guitarra de les tavernes als escenaris sense d'altra banda perdre el seu caràcter popular ja que no hi ha en l'actualitat un instrument més universal i versàtil que la guitarra.
Els grans compositors de segle xx, deixebles del Mestre Pedrell, Isaac Albéniz (1860/1909) i Enric Granados (1867/1916) es van submergir sense prejudicis a les arrels nacionals i sobretot en la música popular andalusa que gaudia d'un gran auge en l'època.

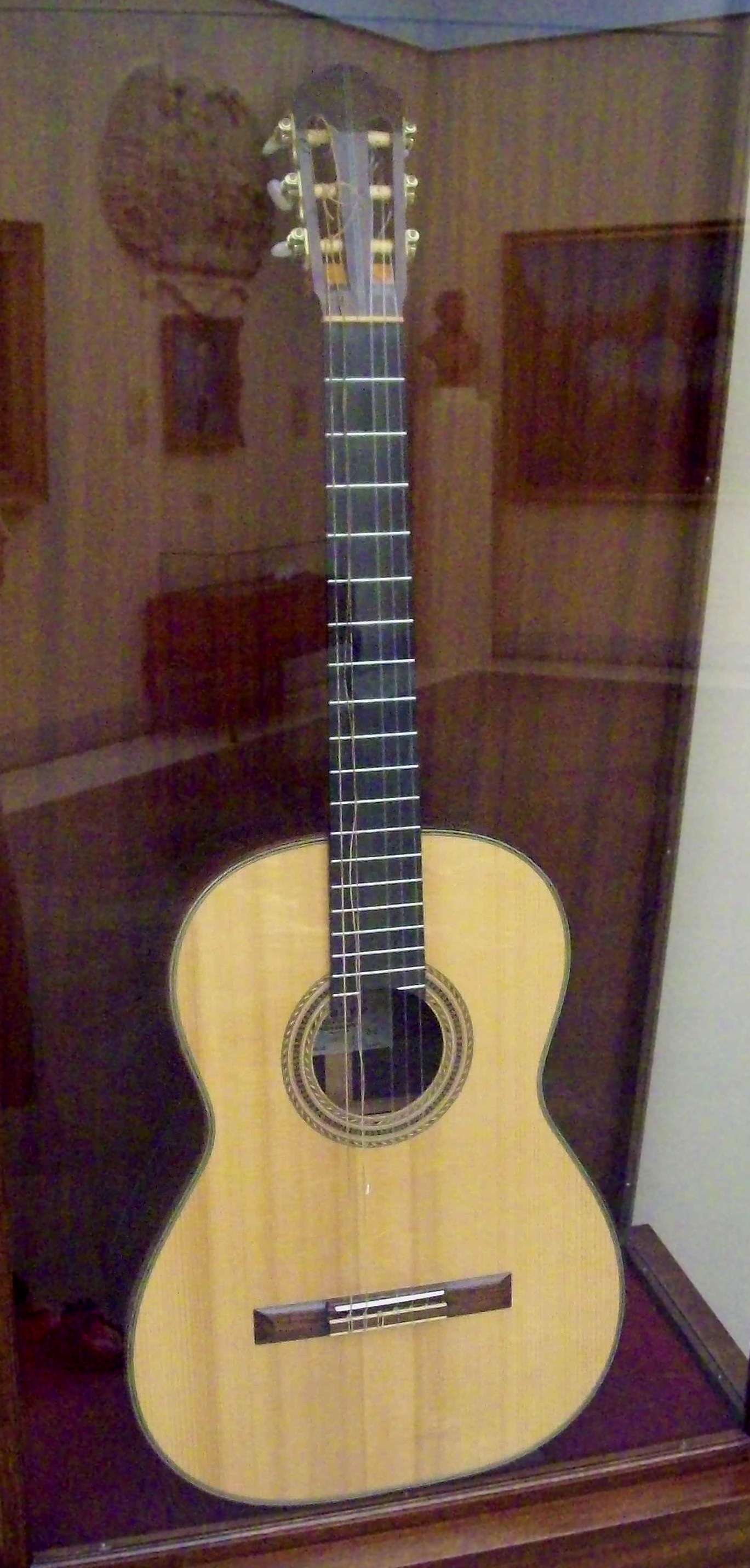
Guitarra d'Andrés Segòvia (RABASF, Madrid).

Posteriorment, compositors com Manuel de Falla (1876/1946), Joaquín Turina (1882/1949), Federico Moreno Torroba (1891/1982), Joaquín Rodrigo (1901/1999) juntament amb Leo Brower van compondre nombroses obres simfòniques o per a guitarra solista.
Al costat d'ells intèrprets com Miguel Llobet (1878/1937), guitarrista i compositor català, deixeble de Francesc Tàrrega, un dels creadors de la moderna escola de guitarra. Així com la maduresa del gran Andrés Segovia (1893/1987). La prodigiosa naturalitat, estil pur, elegant i refinat de Regino Sainz de la Maza (1897/1981). L'excepcional tècnica interpretativa de Narciso Yepes (1927/1997) que interessat en la recerca de noves possibilitats va afegir quatre cordes més a la seva guitarra.
Cada un amb el seu propi estil van aconseguir vèncer la indiferència dels públics que només desitjaven escoltar música clàssica, dels músics que rebutjaven les transcripcions, dels conservatoris per als quals un guitarrista no era un músic i la guitarra era un subinstrumento.
Resulta difícil destacar entre tots ells algun nom però hi ha dues figures particularment brillants en la composició i en la interpretació: Joaquín Rodrigo i Andrés Segovia.
Joaquín Rodrigo compositor valencià. Autor de diversos concerts per a diversos instruments i gran nombre de delicioses cançons en català i castellà del més pur estil vuitcentista. És un dels més qualificats representants del neo-classicisme musical.
No obstant això la seva fama aquesta íntimament lligada a la guitarra per la seva obra " Concert d'Aranjuez ". Estrenat a Barcelona el 9 de novembre de 1940 amb Regino Sainz de la Maza com a solista. Una de les obres de més èxit mundial de tota la música amb guitarra.
Andrés Segovia, és sens dubte el guitarrista més conegut de el segle xx. La seva prodigiosa tècnica va ser admirada en els grans teatres i escenaris de el món gràcies a les interminables gires que va realitzar durant més de setanta anys amb una mitjana de cent concerts anuals. La seva carrera internacional com a intèrpret ha estat decisiva. La seva enorme esforç ha donat a conèixer la bellesa de la guitarra entre el públic, despertant l'interès dels compositors cap a la guitarra, dotant-la d'un repertori de qualitat, estimulant la creació de càtedres en els Conservatoris i Acadèmies de música fins fa pocs anys inexistents i deixant un deixant de nous guitarristes en països tan dispars com els Estats Units, Austràlia o el Japó
"La guitarra és una orquestra en miniatura" deia Berlioz.
"La seva guitarra no sona forta, sinó lluny", deia Stravinsky a Segòvia.
I, és que una sola guitarra és capaç de mantenir sota el seu encant, durant hores, als més nombrosos i diversos públics.

## La guitarra a Amèrica

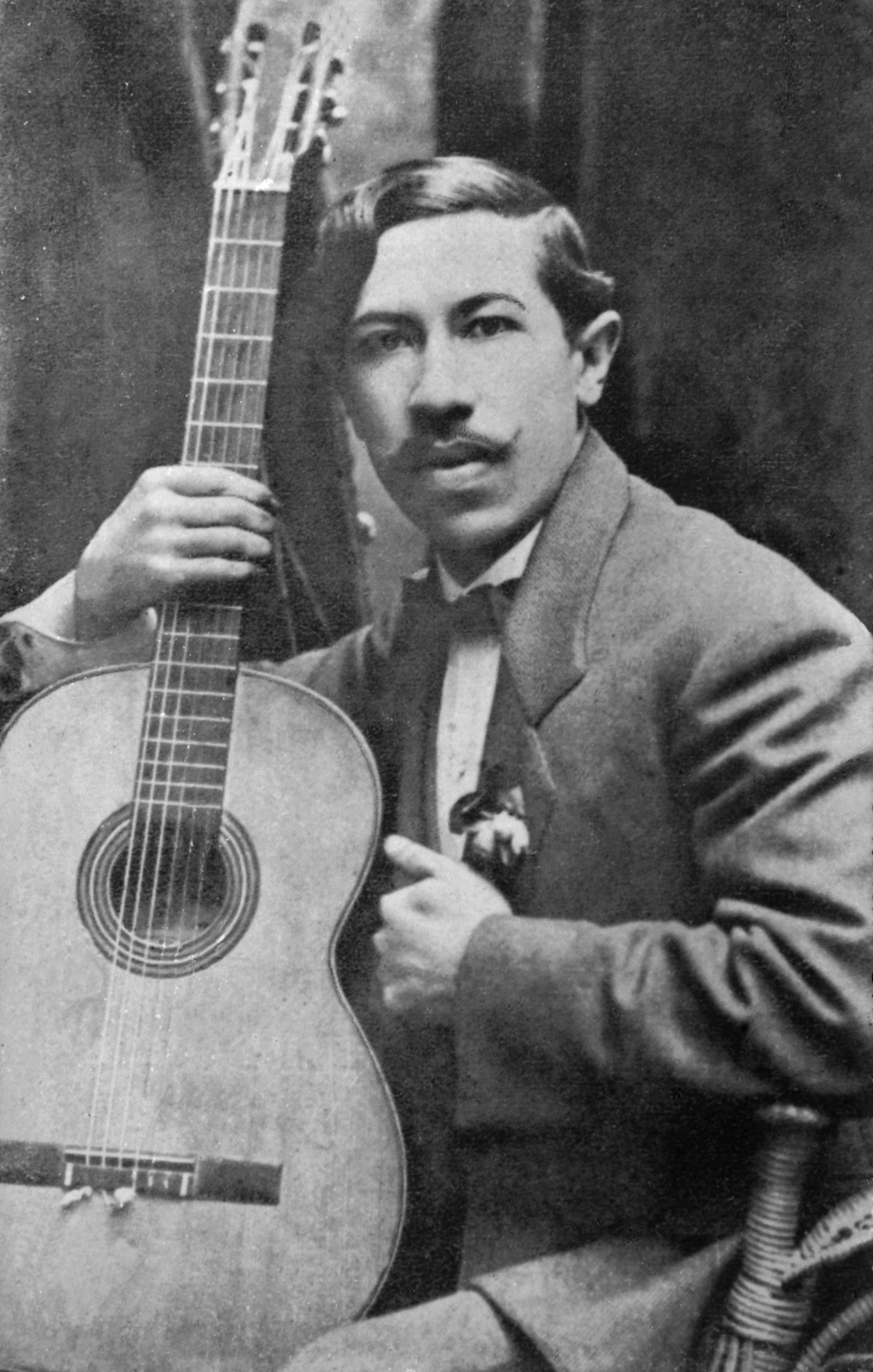
Agustín Barrios

L'arribada dels colonitzadors a Amèrica, va estendre els instruments de corda: guitarres, violes... entre la població indígena i més tard criolla del Nou Continent que la va adoptar en les seves formes musicals.
Sorgint una sèrie d'instruments autòctons de la família de la guitarra com el tiple colombià, la gresca mexicana, la mejoranera panamenya, el charango peruà - bolivià, el tres cubà, el 4 porto-riqueny... Convertint-se amb el pas el temps en un element fonamental del seu propi folklore.
D'aquesta forma després de la independència, la música culta d'aquests països acompanyada pel nacionalisme musical de finals del segle xix, va buscar en el seu propi folklore fonts d'inspiració, i es va trobar amb la guitarra.
De la importància i el desenvolupament de la guitarra clàssica a Llatinoamèrica, durant el segle xx, dona mostra el fet que Andrés Segòvia considerava el millor compositor per a guitarra de tots els temps a el mexicà Manuel M. Ponce (1882/1948) Pianista, compositor, director d'orquestra crític musical que tan important paper va exercir en la història artística del seu país. I, l'obra, tant per l'extensió com per la qualitat, en l'actualitat és pedra angular del repertori dels guitarristes de tot el món.
Al costat d'ell, destaca el brasiler Heitor Villa-Lobos (1887/1959) Format també a París, la seva obra d'inspiració brasilera, constitueix una considerable aportació als valors americans. Al costat de les seves grans obres, va ser creador d'una important col·lecció d'estudis i preludis per a guitarra, instrument de què va ser un gran coneixedor i que destaquen pel seu desenvolupament i l'originalitat de la seva temàtica
O, el cubà Leo Brouwer (1939) Director d'orquestra, compositor i guitarrista. Considerat, en el camp específic de la guitarra el més important dels actuals autors.
Sense oblidar a intèrprets tan importants com el veneçolà Alirio Díaz (1923) Deixeble de Andrés Segovia i Regino Sainz de la Maza, fundador de l'escola guitarrística veneçolana; a l'argentí Ernesto Bitteti (1943), ni el virtuosisme del cubà Manuel Barrueco.
I sobretot no podem oblidar a l'incomparable guitarrista paraguaià Agustín Pío Barris (1885/1944), considerat per molts el millor compositor de la meitat de segle xx. Controvertit, extravagant per al seu temps. Conreat en idiomes, lletres i filosofia, místic i poeta. Es va atrevir a canviar el seu nom per un indígena i actuar vestit amb en vestit típic guanani. Virtuós intèrpret, compositor, significatiu. Les seves tres-centes obres formen part del repertori de guitarristes actuals com David Russell, John Williams.
El seu estil era personal i innovador. Com a intèrpret explora moltes àrees de la tècnica de la guitarra. Arpegis, escales, harmònics, trémolos. Com a compositor combina les formes barroques, clàssiques, romàntiques amb les melodies i els ritmes populars dels països d'Amèrica de Sud, on tantes cançons camperoles s'han cantat sobre un simple rasgueo de guitarra.

## Guitarra clàssica moderna
El disseny de la guitarra clàssica moderna es pot atribuir a Antonio de Torres. La construcció d’aquestes guitarres s'ha considerat l'estàndard dels instruments “tradicionals” des de mitjans del segle xix.